# Довірче управління
Дові́рче управлі́ння — цивільно-правові відносини, що виникають між довірителем і довіреною особою стосовно здійснення довірчих операцій (представницької діяльності) з об'єктом довірчого управління від імені, за рахунок та в інтересах довірителя. Ризики випадкової загибелі майна, а також ризики можливих збитків від довірчого управління майном несе довірена особа. 
Майно, передане в довірче управління, підлягає поверненню довірителю після закінчення дії довірчого договору без зміни форми такого майна, якщо інше не передбачено законом.

## Види
Девелопмент (довірче управління нерухомістю, що здається в оренду)
Сутність довірчого управління полягає в тому, що господар, який бажає здати свою квартиру в оренду, перекладає усі турботи на ріелтерів. За звичайним найманням агентство виступає як посередник, в обов'язок якого входить лише пошук наймача. При довірчому управлінні обов'язки агентства значно ширші, певний перелік послуг якого залежить від побажань господаря. Компанія не тільки займається пошуком орендаря, розробляє й укладає з ним договір, але й одержує щомісячну орендну плату, переказує її довірителеві (хазяїнові квартири), контролює виконання договірних зобов'язань з боку орендаря, здійснює своєчасну оплату комунальних платежів, контролює оплату телефонних рахунків і т. ін.

## Закон України «Про довірче управління майном»
Зараз зазначений закон існує лише у вигляді проекту поданого на розгляд у Верховну раду України.
Відносини щодо управління майном врегульовано лише главою 70 Цивільного кодексу України та Декретом  КМУ "Про довірчі товариства" №23-93 від 17.03.1993р.